# Sainte-Gemme-la-Plaine
Sainte-Gemme-la-Plaine – miejscowość i gmina we Francji, w regionie Kraj Loary, w departamencie Wandea. Nazwa miejscowości pochodzi od imienia św. Gemmy.
Według danych na rok 1990 gminę zamieszkiwało 1 350 osób, a gęstość zaludnienia wynosiła 38 osób/km² (wśród 1504 gmin Kraju Loary Sainte-Gemme-la-Plaine plasuje się na 447. miejscu pod względem liczby ludności, natomiast pod względem powierzchni na miejscu 195.).